# Вашківецька Переберія
Вашківéцька Перебéрія — традиційне карнавальне дійство, яке відбувається у м. Вашківцях Вижницького району Чернівецької області 13-14 січня.

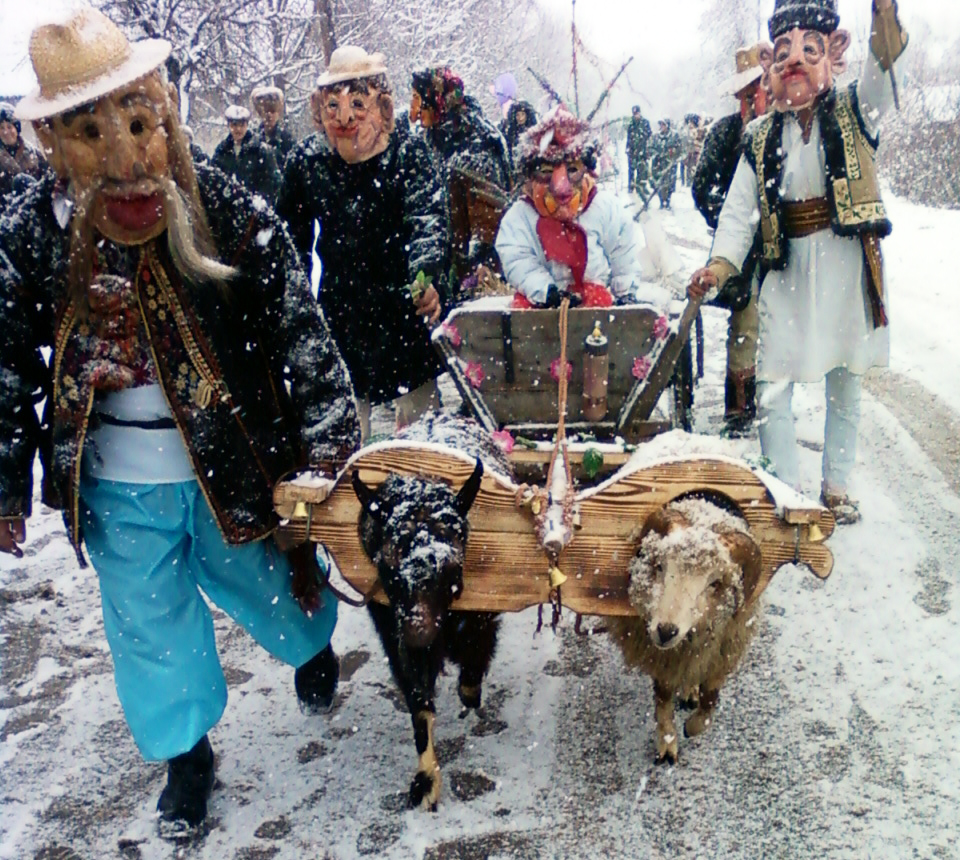
Переберія

Історія появи Переберії у Вашківцях така ж загадкова, як і сама Переберія. Персонажі, які виникали, змінювались та зникали, вплинули на еволюцію переберійного руху. До ХІХ ст. Вашківецька Переберія, скоріш за все, нічим не відрізнялася від маланкових дійств в Україні.

## Історія Переберії
Вашківці своєю традицією Переберії на початках, напевно, мало чим відрізнялися від інших регіонів України. Ходили переодягненими Василь і Маланка, Дід, Баба, Циган, Жид та інші персонажі. Ця традиція збереглася у Вашківцях і по-сьогодні, але у дещо іншому вигляді. Розмовляючи зі старожилами, які пам'ятають Переберію 50-60 років тому, мало що можна довідатись із саме традицій.
Змінюється час, змінюються персонажі, змінюються традиції. Але всі вашківчани говорять, що колись давно власник міста барон Петрино почав заохочувати вашківчан створювати цікаві персонажі на Новий рік. Саме із ХІХ ст. за підтримки барона Петрино традиційна Маланка перетворюється у справжній карнавал, а вашківчани називають традицію — Переберією.
Цікаво, що в жодному джерелі чи відомостях людей, які жили у Вашківцях до Першої світової війни (наприклад, І. Бажанський) не виділяється Переберія, як окремий чи унікальний карнавал.
У 1918 році змінюється влада. За Сен-Жерменським мирним договором Буковина опиняється під владою Румунії. Румунський період вашківчани згадують із певним негативом. Закривається українська гімназія, забороняються місцеві звичаї. Переберія зазнає гоніння.
З приходом Радянської влади ситуація не змінилася. Заборонялося все українське. Особливих гонінь зазнала Переберія. Але, як кажуть в народі, заборонений плід завжди смачніший. Вашківчани, починаючи з 50-х років, масово переодягаються, порушуючи радянські закони. Переодягаються на Бук-шандаря, Козака, Вулана, Маланку, Українку та інших персонажів, показуючи свою національну ідентичність. Переберійників ловили, звільняли з роботи, роздягали догола у великі морози, але дії влади ще більше спонукали до переодягання.
Вперше про Вашківецьку Переберію дізналися із фільму «Така пізня, така тепла осінь» режисера Івана Миколайчука, який відзнятий у 1981 році на Київській кіностудії ім. О. Довженка. Іван Миколайчук народився у сусідньому селі Чортория, Кіцманського району. Його часто можна було побачити у Долішньому куті на Переберії. Один із епізодів фільму відзнятий у Вашківцях, показує місцеву традицію. Для того, щоб радянська цензура не заборонила фільм, поряд із традиційними переберійними персонажами вийшли Дід Мороз та Снігуронька.

## Традиційні персонажі
Бук-шандар. Ця назва, скоріш за все, походить від слова «жандарм», тобто людина, яка слідкує за правопорядком. «Бук» означає — той, що б'є.
Козак. Найголовнішим персонажем Переберії є Козак. Костюм Козака особливо став поширеним на початку ХХ ст., коли у Вашківцях з'являється одна з перших Січей на Буковині.
Маланка та Українка. У Вашківецькій Переберії є персонажі рідкісні, за котрих хлопці зазвичай встидалися переодягатися це Маланка, і Українка — без масок.
Ведмідь. Одним з найколоритніших персонажів Переберії є Ведмідь. Він уособлює велику силу та могутність. Недарма на ведмедів переодягаються дорослі хлопці та чоловіки.
Циган. Циган — один із традиційних переберійних персонажів. Роль Цигана — водити Ведмедя.

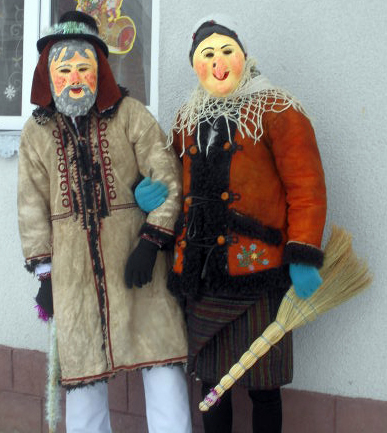
Дід і Баба

Дід і Баба. Уособленням добробуту, багатства є Дід та Баба. З давніх-давен вони приносять мудрість та зберігають традиції. Недарма всі, хто переодягаються на даних персонажів, досвідчені та сталі ґазди. Дід та Баба інколи можуть бути негативними персонажами, які показують бідність та негаразди в сім'ї.
Пан і Паня. Якщо Дід та Баба уособлюють життєвий досвід, тоді Пан та Паня — початок спільного сімейного життя. У Переберії найбільше різноманіття саме цих персонажів. Все залежить від обраного сценарію. На Пана та Паню переодягаються здебільшого молоді хлопці. Вони не одягають традиційний одяг, але «завжди дотримуються моди». Прослідковуючи різні роки Переберії, можна побачити, як змінювалася мода, стиль та уподобання вашківчан. Пан та Паня передають своїми діями молоді безтурботні роки життя, коли ти все можеш та береш від світу все найкраще.
Жид. Одним із найколоритніших персонажів Вашківецької Переберії був Жид. Жид, як обов'язковий персонаж Переберії, простежується на фотографіях протягом першої половини ХХ ст. Популярним він був і до початку 2000-х років. У даний час все менше можна побачити Жида в маланкових обрядах інших сіл Буковини. У Вашківцях цей образ осучаснився і не зовсім відповідає своєму традиційному персонажеві. Сучасний Єврей (і це не одрук), Жид випадає із лексикону вашківчан зображується як привітний, кумедний і підприємливий.

## Майстри переберійної маски
Василь, Лідія, Олег, Людмила (Сім'я Столярів). Свої маски виготовляють з гіпсових бинтів.

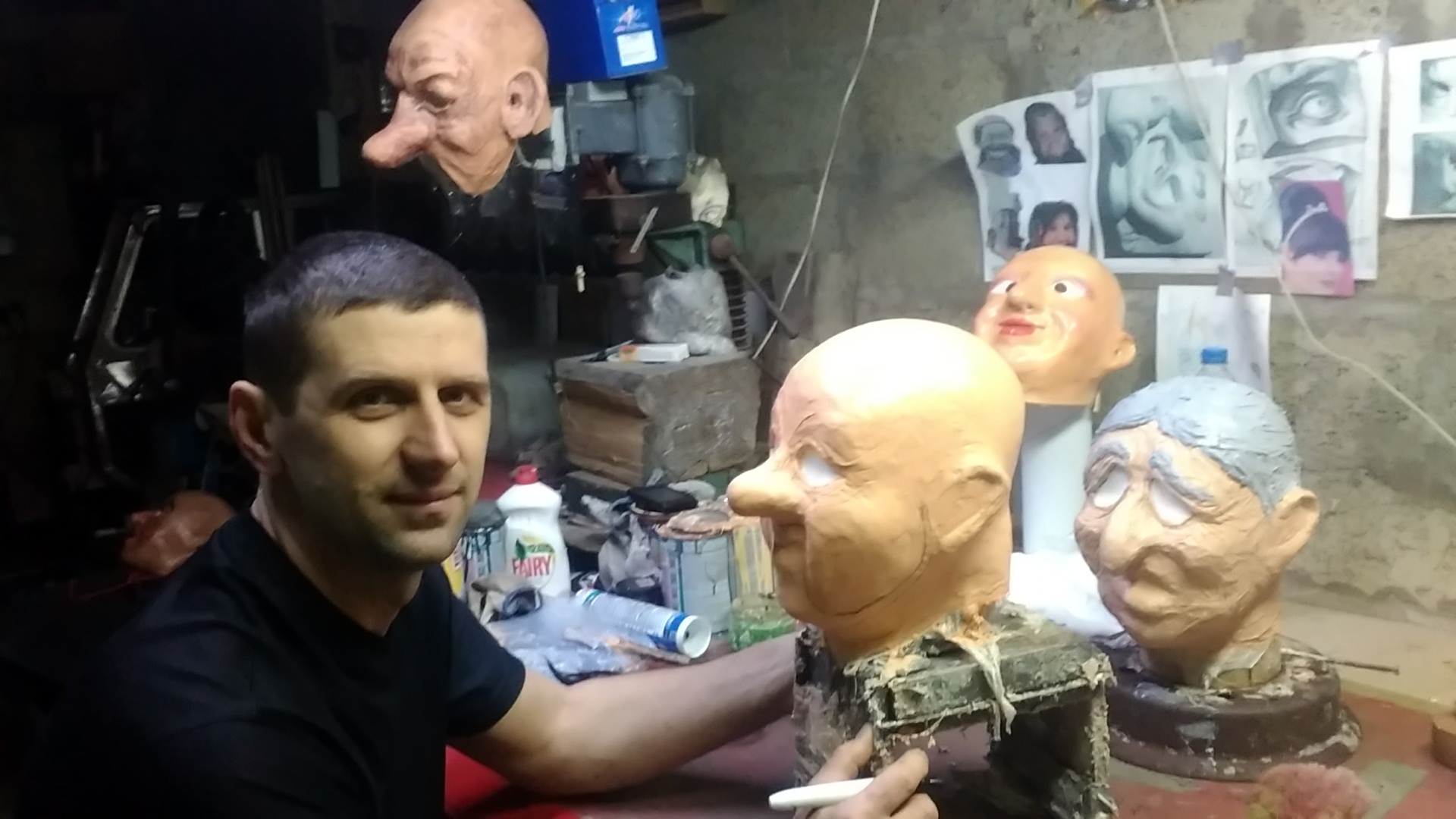
Василь Сірецький за роботою

Василь Сірецький — майстер переберійної маски, який використовує силікон для своїх робіт. Він перший у Вашківцях, хто поєднує сучасні матеріали зі старими традиціями. Його роботи відзначаються надзвичайною реалістичністю та досконалістю форм. Ця людина «вдихнула» нове життя у традицію Переберії.
Любомир Москаль — зберігач традицій виготовлення переберійної маски одного з перших майстрів Володимира Мігована.
Олег Волощук. Свої маски Олег Волощук робить із «зморшками». Особливістю є «вії», які наклеює на їхні очі.